# Кубок Німеччини з футболу 1978—1979
Кубок Німеччини з футболу 1978—1979 — 36-й розіграш кубкового футбольного турніру в Німеччині, 27 кубковий турнір на території Федеративної Республіки Німеччина після закінчення Другої світової війни. У кубку взяли участь 128 команд. Переможцем кубка Німеччини вперше стала Фортуна (Дюссельдорф).

## Третій раунд
| Команда 1                            | Рахунок           | Команда 2                 |
| ------------------------------------ | ----------------- | ------------------------- |
| 29 листопада 1978                    |                   |                           |
| Теніс Боруссія (Західний Берлін) (2) | 0:2               | Нюрнберг                  |
| 1 грудня 1978                        |                   |                           |
| Кельн                                | 3:2 дч            | Айнтрахт (Брауншвейг)     |
| Фортуна (Дюссельдорф)                | 2:1               | Алеманія (Аахен) (2)      |
| 2 грудня 1978                        |                   |                           |
| Герта (Західний Берлін)              | 2:0               | Боруссія (Менхенгладбах)  |
| Дуйсбург                             | 2:1               | Вальдгоф (2)              |
| Гомбург (2)                          | 0:0 дч            | Бохум                     |
| Айнтрахт (Франкфурт-на-Майні)        | 4:1               | Баунаталь (2)             |
| Баєр 05 Юрдінген (2)                 | 2:1               | Шальке 04                 |
| Боруссія (Дортмунд)                  | 6:1               | Кікерс (Оффенбах) (2)     |
| Дармштадт 98                         | 1:5               | Ульм 1846 (3)             |
| Зюдвест (Людвігсгафен-на-Рейні) (3)  | 2:1               | Кайзерслаутерн            |
| Оснабрюк (2)                         | 2:1               | Фортуна (Кельн) (2)       |
| Баєр 04 (2)                          | 1:0               | Байройт (2)               |
| Гольштайн (Кіль) (2)                 | 5:2               | Карлсруе СК (2)           |
| Ноєндорф (Кобленц) (2)               | 3:1 дч            | Бохольт (3)               |
| Рот-Вайс (Обергаузен) (3)            | 1:1 дч            | Фрайбург (2)              |
| 26 грудня 1978 (перегравання)        |                   |                           |
| Фрайбург (2)                         | 0:0 дч (пен. 2:3) | Рот-Вайс (Обергаузен) (3) |
| 6 січня 1979 (перегравання)          |                   |                           |
| Бохум                                | 1:0               | Гомбург (2)               |

## Четвертий раунд
| Команда 1                           | Рахунок | Команда 2                           |
| ----------------------------------- | ------- | ----------------------------------- |
| 27 квітня 1979                      |         |                                     |
| Дуйсбург                            | 0:1     | Фортуна (Дюссельдорф)               |
| Герта (Західний Берлін)             | 2:1 дч  | Кельн                               |
| Боруссія (Дортмунд)                 | 1:3     | Айнтрахт (Франкфурт-на-Майні)       |
| Зюдвест (Людвігсгафен-на-Рейні) (3) | 1:1 дч  | Ульм 1846 (3)                       |
| Нюрнберг                            | 7:1     | Гольштайн (Кіль) (2)                |
| Баєр 05 Юрдінген (2)                | 4:2     | Бохум                               |
| Рот-Вайс (Обергаузен) (3)           | 1:0     | Оснабрюк (2)                        |
| Ноєндорф (Кобленц) (2)              | 1:4     | Баєр 04 (2)                         |
| 8 травня 1979 (перегравання)        |         |                                     |
| Ульм 1846 (3)                       | 0:1     | Зюдвест (Людвігсгафен-на-Рейні) (3) |

## Чвертьфінали
| Команда 1                     | Рахунок | Команда 2                           |
| ----------------------------- | ------- | ----------------------------------- |
| 26 травня 1978                |         |                                     |
| Нюрнберг                      | 2:0     | Зюдвест (Людвігсгафен-на-Рейні) (3) |
| Герта (Західний Берлін)       | 6:1     | Баєр 05 Юрдінген (2)                |
| Фортуна (Дюссельдорф)         | 2:1     | Баєр 04 (2)                         |
| Айнтрахт (Франкфурт-на-Майні) | 2:1     | Рот-Вайс (Обергаузен) (3)           |

## Півфінали
| Команда 1               | Рахунок | Команда 2                     |
| ----------------------- | ------- | ----------------------------- |
| 6 червня 1979           |         |                               |
| Герта (Західний Берлін) | 2:1     | Айнтрахт (Франкфурт-на-Майні) |
| Фортуна (Дюссельдорф)   | 4:1 дч  | Нюрнберг                      |

## Фінал
| 23 червня 1979 16:00 (CET) |

| Фортуна (Дюссельдорф) | 1:0 дч   | Герта (Західний Берлін) |
| --------------------- | -------- | ----------------------- |
| Зеел 116'             | Протокол |                         |

| Нідерсахсенштадіон, Ганновер Глядачів: 56 000 Арбітр: Гюнтер Лінн |